# Niña Weijers
Niña Weijers (née en 1987 à Nimègue) est une écrivaine et journaliste néerlandaise.

## Biographie
Niña Weijers a étudié la littérature à Amsterdam et à Dublin.
De 2009 à 2014 elle intervient au Centre académique et culturel d'Amsterdam et se fait connaître  à travers des articles dans le quotidien NRC next; Elle publie également  des essais et de courts récits  dans divers magazines littéraires et des critiques dans l'hebdomadaire  De Groene Amsterdammer.
En 2010 elle remporte le concours d'écriture  en langue néerlandaise, Write Now!  Elle devient membre de la rédaction littéraire de la revue De Gids (Le Guide). En 2013-2014,  elle anime une table ronde mensuelle avec la philosophe Simone van Saarloos : Weijers et Van Saarloos, à propos des talk-shows sexistes. Les invitées y abordent les domaines de l'art, de la culture, de la science et du journalisme.
En 2014 elle est la première écrivaine à passer deux mois en résidence à l'Académie Jan van Eyck (en) de Maastricht.
Cette même année, à 27 ans, elle publie son premier roman  aux Pays-Bas, De Consequenties. La protagoniste, Minnie Panis, artiste conceptuelle, photographe renommée qui ne montre jamais son image, se découvre un jour presque nue à la une d'un magazine de mode ; image d'elle-même dérobée et publiée. Si le roman commence par une interrogation sur l'art et le rôle de l'artiste dans le monde contemporain, Minnie Panis s'interroge aussi sur l'identité et l'image saisie par autrui, elle s'interroge sur sa vie même, elle qui a failli ne pas naître puis ne pas survivre. Le roman, vendu à plus de 30 000 exemplaires remporte plusieurs prix littéraires aux Pays-Bas. Il est traduit en allemand, anglais, français et tchèque.
À plusieurs reprises Niña Weijers est invitée en France. En février 2017 elle rencontre Marie Darrieussecq à la maison de la poésie à Paris.En mai 2018 elle présente son roman, Les Conséquences, lors des journées de la Comédie du Livre à Montpellier. En janvier 2019 elle dialogue avec Maylis de Kerangal dans le cadre du Festival littéraire le Goût des Autres au Havre. En février 2019, à l'institut néerlandais de Paris elle participe au débat sur « La nouvelle génération : comment vivre dans le monde d'aujourd'hui ? Que  dit cette  nouvelle génération aux Pays-Bas, en  Belgique et en France ? ».

## Distinctions
- 2014 : Écrivaine en résidence à l'Académie Jan van Eyck (en) de Maastricht.

- 2015 : Prix Anton Wachter (de) du meilleur premier roman pour De Consequenties.

- 2015 : Prix du jury des lecteurs De Gouden Boekenuil ( La Chouette d'or ) pour De Consequenties.